# Mystery House
Mystery House est un jeu d'aventure conçu et écrit en 1980 par Roberta Williams, programmé par son mari Ken Williams, Mystery House est le premier jeu d'aventure graphique de l'histoire des jeux vidéo. Il n'avait cependant ni son, ni couleur, ni animation, mais les graphismes en deux dimensions ont créé une révolution dans le genre. Auparavant les jeux d'aventure n'était qu'en mode texte.

## Système de jeu
Le jeu commence près d'un manoir victorien abandonné. Le joueur est enfermé dans la maison sans autre choix que de l'explorer. Le manoir contient plusieurs pièces et sept personnes. Des événements tragiques commencent et des cadavres apparaissent. Il devient évident qu'un meurtrier sévit et que le joueur doit le découvrir s'il ne veut pas devenir sa prochaine victime. La maison contient aussi un trésor caché que le joueur doit trouver.
Lors de ses déplacements dans la maison, le joueur peut ramasser de nombreux objets lui permettant de progresser et se défendre. Il doit notamment trouver à se défendre rapidement contre l'obscurité, car la nuit tombante finit par obscurcir l'écran.
La couleur blanche est obtenue en combinant vert et pourpre, qui produit blanc au milieu, mais bavant les deux autres couleurs sur les bords. Le trait se dessinait assez lentement à l'écran.

## Développement
À la fin des années 1970, Ken Williams cherche à créer une entreprise pour créer des logiciels professionnels pour l'ordinateur Apple II qui dominait alors le marché. Il prit un terminal de télétype chez lui pour travailler sur le développement d'un programme de comptabilité.
Il trouve dans un catalogue un programme de jeu d'aventure textuel nommé Colossal Cave Adventure, auquel il joue avec sa femme Roberta Williams. Leur rencontre avec ce jeu a beaucoup influencé l'histoire des jeux vidéo.
Le jeu terminé, elle se dit qu’elle aussi pourrait en faire un. Elle commença à réfléchir au concept, écrivit son script au bout de sa table de cuisine, et conçut le jeu Mystery House en s'inspirant du roman policier d'Agatha Christie Dix Petits Nègres,.
Au départ peu emballé par le projet, comme le marché du jeu textuel était en plein essor, Ken se laissa convaincre par sa femme ; il proposa d’aller plus loin en ajoutant des graphismes au texte. C’est le premier jeu d'aventure graphique.
Ken développa durant plusieurs nuits le jeu sur son Apple II. La mémoire très limitée de cette machine l'obligea à ruser pour insérer les graphismes nécessaires à l'histoire. Il n'y avait à l'époque aucun programme pour créer du dessin. Il acheta une tablette graphique avec un bras articulé capable de transférer un dessin sur papier en image informatisée. Il coda ensuite le programme nécessaire au jeu lui-même.
Roberta travailla sur le texte et les graphismes et expliqua à son mari comment assembler le tout pour faire le jeu qu'elle souhaitait. Elle assura la qualité et la cohérence du jeu.
Ils travaillèrent trois mois sur le projet. Le 5 mai 1980, Mystery House était prêt pour la vente. Ils mirent une petite publicité dans Micro Magazine, firent eux-mêmes des copies du jeu et les emballèrent dans des paquets de type Ziploc. La pochette du jeu fut conçue par Nova, la mère de Roberta, qui était une bonne artiste peintre.
Le jeu était composé d'une disquette au format 5″ ¼ et d'une photocopie décrivant le jeu.

## Accueil

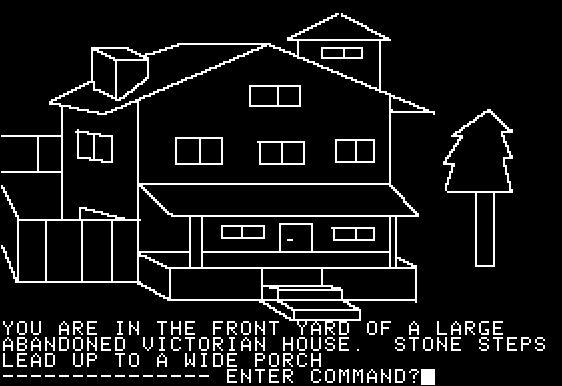
Graphismes sur un Apple II.

### Critique
- Adventure Gamers (test de 2005) : 2/5[5]
- Computer Gaming World : « Le seul inconvénient de la plupart des jeux du type "aventure" est la nécessité de limiter les commandes à seulement deux mots. De nombreuses actions semblent nécessiter davantage de mot que ceux contenus dans le vocabulaire du programme »[6].

### Ventes
Ken et Roberta Williams vendirent le jeu par le biais des quatre uniques boutiques de programmes informatiques de l'époque du comté de Los Angeles.[réf. nécessaire]
Mystery House se vend à 80 000 exemplaires.
Le succès inattendu du jeu a poussé les Williams à fonder la société qui deviendra rapidement célèbre: Sierra On-Line. Après réédition en 1982, il s'est vendu finalement plus de 15 000 copies à 24,95 $ pièce de Mystery House, et rapporta 167 000 $ de bénéfice.[réf. nécessaire]
Ce succès a permis à Ken et Roberta de créer On-Line Systems en 1980, puis Sierra On-Line en 1982.